# Route européenne 002
La route européenne 002 est une route reliant Alyat (en) à Sadarak (en).